# Aristolochia trilobata
Espèce
Classification phylogénétique
Aristolochia trilobata ou Trèfle caraïbe est une espèce de plantes à fleurs de la famille des Aristolochiaceae. C'est une aristoloche que l'on trouve dans les Caraïbes (Porto Rico et îles Vierges) et en Amérique du Sud. Elle a été décrite pour la première fois par Carl von Linné.

## Description
Aristolochia trilobata est une liane herbacée à odeur forte et à feuilles trilobées. Les fleurs sont jaune verdâtrre en forme de pipe, elles présentent un long appendice au niveau de la lèvresupérieur. Le fruit est une capsule.

## Toxicité
Les espèces de cette famille contiennent de l'acide aristolochique qui a des propriétés anti-inflammatoires, anti-tumorales, mais est toxique pour les reins. 

## Usage traditionnel
Cette espèce est utilisée en cas de troubles hépatiques, de piqures d'animaux venimeux, d'empoisonnements, de parasites intestinaux. L'usage interne doit être proscrit à cause de la toxicité de la plante. Aristolochia trilobata ne doit pas être utilisée chez la femme enceinte car elle stimule les contractions utérines (elle était d'ailleurs utilisée pour faciliter le travail au cours de l'accouchement. L'usage par voie interne doit être proscrit.

## Synonyme
- Howardia trilobata (L.) Klotzsch 1859[4]